# Velká cena Francie silničních motocyklů
Grand Prix Francie silničních motocyklů je motocyklový závod, který je součástí Prix silničních motocyklů závodní sezóny.

## Vítězové Grand Prix silničních motocyklů - Francie
Růžové pozadí ukazuje událost, která nebyla součástí Prix silničních motocyklů Racing Championship
| Année | Circuit | MotoE          | MotoE    | Moto3       | Moto2             | MotoGP          | Rapport |
| Année | Circuit | Course 1       | Course 2 | Moto3       | Moto2             | MotoGP          | Rapport |
| ----- | ------- | -------------- | -------- | ----------- | ----------------- | --------------- | ------- |
| 2022  | Le Mans | Mattia Casadei | —        | Jaume Masiá | Augusto Fernández | Enea Bastianini | Report  |

| Rok  | Trať             | 80 cc                | 125 cc              | Moto 2               | 350 cc              | MotoGP            | Report |
| ---- | ---------------- | -------------------- | ------------------- | -------------------- | ------------------- | ----------------- | ------ |
| 2011 | Le Mans          |                      | Maverick Viňales    | Marc Márquez         |                     | Casey Stoner      | Report |
| 2010 | Le Mans          |                      | Pol Espargaró       | Toni Elías           |                     | Jorge Lorenzo     | Report |
| Rok  | Trať             | 80 cc                | 125 cc              | 250 cc               | 350 cc              | MotoGP            | Report |
| 2009 | Le Mans          |                      | Julián Simón        | Marco Simoncelli     |                     | Jorge Lorenzo     | Report |
| 2008 | Le Mans          |                      | Mike Di Meglio      | Alex Debón           |                     | Valentino Rossi   | Report |
| 2007 | Le Mans          |                      | Sergio Gadea        | Jorge Lorenzo        |                     | Chris Vermeulen   | Report |
| 2006 | Le Mans          |                      | Thomas Lüthi        | Yuki Takahashi       |                     | Marco Melandri    | Report |
| 2005 | Le Mans          |                      | Thomas Lüthi        | Daniel Pedrosa       |                     | Valentino Rossi   | Report |
| 2004 | Le Mans          |                      | Andrea Dovizioso    | Daniel Pedrosa       |                     | Sete Gibernau     | Report |
| 2003 | Le Mans          |                      | Daniel Pedrosa      | Toni Elías           |                     | Sete Gibernau     | Report |
| 2002 | Le Mans          |                      | Lucio Cecchinello   | Fonsi Nieto          |                     | Valentino Rossi   | Report |
| Rok  | Trať             | 80 cc                | 125 cc              | 250 cc               | 350 cc              | 500 cc            | Report |
| 2001 | Le Mans          |                      | Manuel Poggiali     | Daijiro Kato         |                     | Max Biaggi        | Report |
| 2000 | Le Mans          |                      | Youichi Ui          | Tohru Ukawa          |                     | Àlex Crivillé     | Report |
| 1999 | Paul Ricard      |                      | Roberto Locatelli   | Tohru Ukawa          |                     | Àlex Crivillé     | Report |
| 1998 | Paul Ricard      |                      | Kazuto Sakata       | Tecuja Harada        |                     | Àlex Crivillé     | Report |
| 1997 | Paul Ricard      |                      | Valentino Rossi     | Tecuja Harada        |                     | Michael Doohan    | Report |
| 1996 | Paul Ricard      |                      | Stefano Perugini    | Max Biaggi           |                     | Michael Doohan    | Report |
| 1995 | Le Mans          |                      | Haruchika Aoki      | Ralf Waldmann        |                     | Michael Doohan    | Report |
| 1994 | Le Mans          |                      | Noboru Ueda         | Loris Capirossi      |                     | Michael Doohan    | Report |
| 1992 | Magny-Cours      |                      | Ezio Gianola        | Loris Reggiani       |                     | Wayne Rainey      | Report |
| 1991 | Paul Ricard      |                      | Loris Capirossi     | Loris Reggiani       |                     | Wayne Rainey      | Report |
| 1990 | Le Mans          |                      | Hans Spaan          | Carlos Cardús        |                     | Kevin Schwantz    | Report |
| 1989 | Le Mans          |                      | Jorge Martínez      | Carlos Cardús        |                     | Eddie Lawson      | Report |
| 1988 | Paul Ricard      |                      | Jorge Martínez      | Jacques Cornu        |                     | Eddie Lawson      | Report |
| 1987 | Le Mans          |                      | Fausto Gresini      | Reinhold Roth        |                     | Randy Mamola      | Report |
| 1986 | Paul Ricard      |                      | Luca Cadalora       | Carlos Lavado        |                     | Eddie Lawson      | Report |
| 1985 | Le Mans          | Angel Nieto          | Ezio Gianola        | Freddie Spencer      |                     | Freddie Spencer   | Report |
| 1984 | Paul Ricard      |                      | Angel Nieto         | Anton Mang           |                     | Freddie Spencer   | Report |
| Rok  | Trať             | 50 cc                | 125 cc              | 250 cc               | 350 cc              | 500 cc            | Report |
| 1983 | Le Mans          | Stefan Dörflinger    | Ricardo Tormo       | Alan Carter          |                     | Freddie Spencer   | Report |
| 1982 | Nogaro           |                      | Jean-Claude Selini  | Jean-Louis Tournadre | Jean-François Baldé | Michel Frutschi   | Report |
| 1981 | Paul Ricard      |                      | Angel Nieto         | Anton Mang           |                     | Marco Lucchinelli | Report |
| 1980 | Paul Ricard      |                      | Angel Nieto         | Kork Ballington      | Jon Ekerold         | Kenny Roberts     | Report |
| 1979 | Le Mans          | Eugenio Lazzarini    | Guy Bertin          | Kork Ballington      | Patrick Fernandez   | Barry Sheene      | Report |
| 1978 | Nogaro           |                      | Pier Paolo Bianchi  | Gregg Hansford       | Gregg Hansford      | Kenny Roberts     | Report |
| 1977 | Paul Ricard      |                      | Pier Paolo Bianchi  | Jon Ekerold          | Takazumi Katayama   | Barry Sheene      | Report |
| 1976 | Le Mans          | Herbert Rittberger   |                     | Walter Villa         | Walter Villa        | Barry Sheene      | Report |
| 1975 | Paul Ricard      |                      | Kent Andersson      | Johnny Cecotto       | Johnny Cecotto      | Giacomo Agostini  | Report |
| 1974 | Clermont-Ferrand | Henk van Kessel      | Kent Andersson      |                      | Giacomo Agostini    | Phil Read         | Report |
| 1973 | Paul Ricard      |                      | Kent Andersson      | Jarno Saarinen       | Giacomo Agostini    | Jarno Saarinen    | Report |
| 1972 | Clermont-Ferrand |                      | Gilberto Parlotti   | Phil Read            | Giacomo Agostini    | Giacomo Agostini  | Report |
| 1970 | Le Mans          | Angel Nieto          | Dieter Braun        | Rodney Gould         |                     | Giacomo Agostini  | Report |
| 1969 | Le Mans          | Aalt Toersen         | Jean Auréal         | Santiago Herrero     |                     | Giacomo Agostini  | Report |
| 1967 | Clermont-Ferrand | Yoshimi Katayama     | Bill Ivy            | Bill Ivy             |                     |                   | Report |
| 1966 | Clermont-Ferrand |                      |                     | Mike Hailwood        | Mike Hailwood       |                   | Report |
| 1965 | Rouen            | Ralph Bryans         | Hugh Anderson       | Phil Read            |                     |                   | Report |
| 1964 | Clermont-Ferrand | Hugh Anderson        | Luigi Taveri        | Phil Read            |                     |                   | Report |
| 1963 | Clermont-Ferrand | Hans-Georg Anscheidt | Hugh Anderson       |                      |                     |                   | Report |
| 1962 | Clermont-Ferrand | Jan Huberts          | Kunimitsu Takahashi | Jim Redman           |                     |                   | Report |
| 1961 | Clermont-Ferrand |                      | Tom Phillis         | Tom Phillis          |                     | Gary Hocking      | Report |
| 1960 | Clermont-Ferrand |                      |                     |                      | Gary Hocking        | John Surtees      | Report |
| 1959 | Clermont-Ferrand |                      |                     |                      | John Surtees        | John Surtees      | Report |
| 1958 | Pau              |                      |                     |                      | Jacques Collot      | Jacques Collot    | Report |
| 1955 | Reims            |                      | Carlo Ubbiali       |                      | Duilio Agostini     | Geoff Duke        | Report |
| 1954 | Reims            |                      |                     | Werner Haas          | Pierre Monneret     | Pierre Monneret   | Report |
| 1953 | Rouen            |                      |                     |                      | Fergus Anderson     | Geoff Duke        | Report |
| Rok  | Trať             | 50 cc                | 175 cc              | 250 cc               | 350 cc              | 500 cc            | Report |
| 1952 | Albi             |                      | Georges Burgraff    | Fergus Anderson      | Jack Brett          | Jack Brett        | Report |
| 1951 | Albi             |                      |                     | Bruno Ruffo          | Geoff Duke          | Alfredo Milani    | Report |
| 1949 | Saint-Gaudens    |                      |                     | Fergus Anderson      | David Whitworth     | Leslie Graham     | Report |
| 1939 | Reims            |                      |                     | Ewald Kluge          | Heiner Fleischmann  | John White        | Report |
| 1938 | Reims            |                      |                     | Ewald Kluge          | Roger Loyer         | Georges Cordey    | Report |
| 1937 | Montlhéry        |                      | "Dickwell"          | Roger Loyer          | E A (Ted) Mellors   | E A (Ted) Mellors | Report |
| 1936 | Saint-Gaudens    |                      | Henry Nougier       | Georges Monneret     | E A (Ted) Mellors   | Ragnar Sunnqvist  | Report |
| 1935 | Montlhéry        |                      | Jean Térigi         | Ove Lambert-Meuller  | Carl Bagenholm      | René Milhoux      | Report |
| 1933 | Dieppe           |                      | Eric Fernihough     | Charlie Manders      | Jimmie Simpson      | Percy Hunt        | Report |
| 1932 | Reims            |                      | Eric Fernihough     | Leo Davenport        | Jimmie Simpson      | Stanley Woods     | Report |
| 1931 | Montlhéry        |                      | Eric Fernihough     | Graham Walker        | Ernie Nott          | Percy Hunt        | Report |
| 1930 | Pau              |                      | Eric Fernihough     | E A (Ted) Mellors    | Freddie Hicks       | Stanley Woods     | Report |
| 1929 | Le Mans          |                      | Albert Sourdot      | Syd Crabtree         | Freddie Hicks       | Charlie Dodson    | Report |
| 1928 | Bordeaux         |                      | Marcel Jolly        | Syd Crabtree         |                     | Stanley Woods     | Report |
| 1927 | Saint-Gaudens    |                      | Albert Sourdot      | Syd Crabtree         | Frank Longman       | Joe Craig         | Report |
| 1926 | Strasbourg       |                      | Lucien Lemasson     | Syd Crabtree         | Jean Roland         | Alec Bennett      | Report |
| 1925 | Montlhéry        |                      | Albert Sourdot      | Jean Roland          | J. Stevens          | Jimmie Simpson    | Report |
| 1924 | Lyon             |                      | Albert Sourdot      | Paul Meunier         | Frank Longman       | Alec Bennett      | Report |
| 1923 | Tours            |                      |                     | Geoff Davison        | Frank Longman       | Jim Whalley       | Report |
| 1922 | Strasbourg       |                      |                     | Geoff Davison        | Erminio Visioli     | Alec Bennett      | Report |
| 1921 | Le Mans          |                      |                     | "Vernisse"           | Paul Meunier        | Alec Bennett      | Report |
| 1920 | Le Mans          |                      |                     | Marcel Mourier       | Kenelm Bartlett     | Georges Jolly     | Report |